# ロバート・ノックス

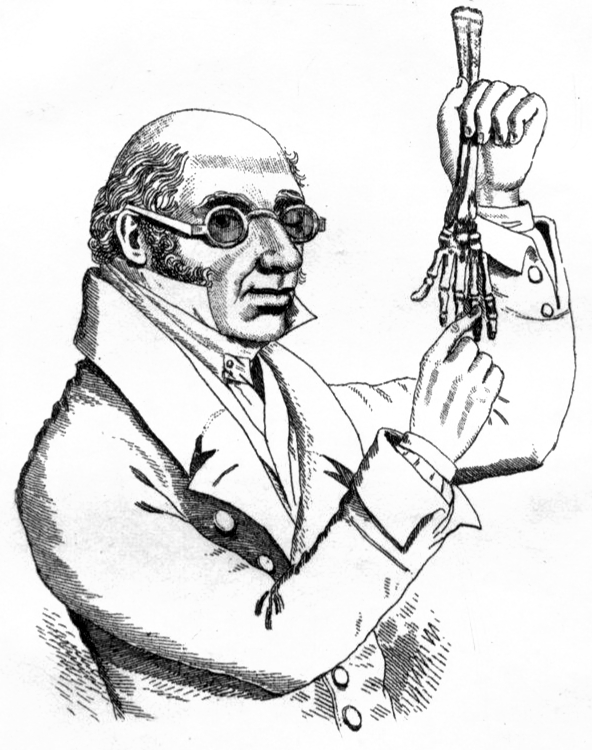
ロバート・ノックス

ロバート・ノックス（Robert Knox、1791年9月4日 - 1862年12月20日）は、イギリスの医師、自然科学者、旅行家である。
彼はエディンバラで起きたバークとヘア連続殺人事件に解剖用の死体の供給を受けた側として関わったことで知られている。また彼の著作による人類学は今日の目で見ると人種差別に満ちあふれている。これらは彼の汚点と評価されている。

## 生い立ち
エディンバラで博物教師の第8子として生まれる。エディンバラ王立高等学校で学んだ後、1810年に医学校に入った。在学中唯一記録に残っているのは、解剖の試験に落第したことである。しかし、合格するために努力し、再試験には合格した。
1814年に医学校を修了し、軍医補として陸軍に入隊し、ロンドンの聖バーソロミュー病院で一年働いた。ブラッセル病院での陸軍勤務の際に、外科手術の技術を高めるためには系統的な解剖学習が必要であると悟り、解剖に熱意を燃やすようになった。1817年4月に第72次高地連隊兵に参加し、1820年4月まで喜望峰へ航海した。1820年のクリスマスにイギリスに戻ったが、翌年10月にはフランスへ渡り、一年間解剖を学んだ。その時にジョルジュ・キュビエとエティエンヌ・ジョフロワ・サンティレールに出会い、その後一生この二人を英雄として仰ぎつづけることになる。

## エディンバラでの解剖学者
1822年のクリスマスにエディンバラに戻り、翌年王立スコットランド学術会議員に選ばれた。この間に動物学についての論文を発表し、一定の評価を受けた。その後、エディンバラ王立外科学校に比較解剖の展示館を作ることを提案して受理され、8ヶ月の後にはその長となった。
1826年から40年まで、ノックスはエディンバラの外科医広場で私立の解剖学校を運営したが、この学校は他の同種の学校をしのぐ多数の学生を集めることとなった。老人や役人について毒舌をふるい、宗教を風刺するノックスの講義に学生たちは喜んだが、彼の大陸ふうな講義は品がないとみなされてもいた。「米国の鳥類」の購読者を探しにエディンバラを訪れたジョン・ジェームズ・オーデュボンが、解剖室を案内されたとき、このように記している。「上っ張りを羽織り、指は血にまみれ、その光景は、とても是認できるものではなく、多くは想像の限りを遥かに超越していた。死体安置所をはなれ、町中の健康的な空気を吸いにもどれたことは光栄である。」

### 死体調達人
1815年にイギリスの王立学校は医学課程で解剖の試験の拡大を義務とした。当時、英国内で解剖が許可されていたのは犯罪者の死体のみであり、この課程改革に伴い献体等その他の手段で解剖用死体を入手することが合法となることが期待されたが、そうはならなかった。死体調達人は長きにわたり、貧困者浮浪者の死体を解剖用に供給していた。ノックスの学校が成功したことにより、死体の需要は増加した。フランス流として知られている方法をとるなら、学生一人にほぼ一体の解剖用死体が必要であった。1827年に借金のある店子が死んだとき、ウイリアム・ヘアはこの死体を解剖用としてノックスの学校に提供し、7ポンド10シリングを支払われた。17回の取引の後、のちにバークとヘア連続殺人事件として知られる殺人事件が発覚した。この結果、1828年11月2日にバークとヘアは拘束された。バーク、ヘアとノックスが関わった連続殺人を題材とする歌や公告、新聞記事などが流通し、市街は恐怖にふるえた。 
この事件の直後、王立エディンバラ外科学校はノックスを追放しようとした。1831年6月には、彼は自分の創立した展示館の長を追われた。
それ以降ノックスは1856年まで出版や講演で生計を立てた。主たる著作は『人類の人種』(1850年)およびその改訂版(1862年)、『偉大なる絵描きと、偉大なる解剖学者』(1852年)『美術解剖手順書』(1852年)、『人類、その構成と生理』(1857年)などである。1856年にはブロンプトンのロンドン癌病院の医師となった。6年間そこで働いた後、1862年12月20日に死去してサリーのワーキングにあるブルークウッド墓地に埋葬された。 

## 人類学著作
著作の中で、当時の三名の著名な自然史家の自然観を総合した。カビアーからは、時の中での重要な時期、淘汰の事実と聖書の記載の不備の概念を受け継いだ。St-HilaireとBlainvilleからは、生物の空間的系統的理解を取り入れた。能力があるならば、すべての生き物は表の中の正しい位置に並べることができ、結合、部分の統合と補償の各規則に基づき解剖と内臓組織の優美な差異を内外から説明できる。
ゲーテはノックス流自然観察に重要な追加をした。ゲーテは何か生き物には何か超越した構造があり、天才ならばそれがわかると考えた。自然史学者がこの正しい順序で注意深く観察すれば、今はわかっていないが、美しく系の完備の中に内在する構造がわかるのである。
ノックスは、総称的な動物の存在の探索　言い換えれば、一義的に属若しくは科に関連した遺伝的形質の探索に傾倒したとしるした。この論法で彼は属の段階での確立した順序付けを主張でき、種を無視することができた。人類は属であり種では無かった。人種の根本的な規則の記載を仕事と考えた。その上、人種を種として考えた。ノックは、出身国により人種が亜種に細分されるとし、イングランド系アングロサクソンが最も優れていると考えていた。